# 1014

سنة 1014 كانت سنة بسيطة تبدأ يوم الجمعة (سوف يظهر الرابط التقويم الكامل للعام) حسب التقويم اليولياني.

## مواليد
- أبو عبيد البكري

## وفيات
- أبو سهل القوهي
- الحاكم النيسابوري
- بريان بورو
- ابن نباتة السعدي، شاعر بغدادي.